# Uniondale (Indiana)
Uniondale es un pueblo ubicado en el condado de Wells en el estado estadounidense de Indiana. En el Censo de 2010 tenía una población de 310 habitantes y una densidad poblacional de 564,58 personas por km².

## Geografía
Uniondale se encuentra ubicado en las coordenadas 40°49′48″N 85°14′20″O / 40.83000, -85.23889. Según la Oficina del Censo de los Estados Unidos, Uniondale tiene una superficie total de 0.55 km², de la cual 0.54 km² corresponden a tierra firme y (0.94%) 0.01 km² es agua.

## Demografía
Según el censo de 2010, había 310 personas residiendo en Uniondale. La densidad de población era de 564,58 hab./km². De los 310 habitantes, Uniondale estaba compuesto por el 96.77% blancos, el 0.32% eran afroamericanos, el 0.32% eran amerindios, el 1.94% eran asiáticos, el 0% eran isleños del Pacífico, el 0% eran de otras razas y el 0.65% pertenecían a dos o más razas. Del total de la población el 0.97% eran hispanos o latinos de cualquier raza.